# 第4回極東選手権競技大会
第4回極東選手権競技大会（だい4かいきょくとうせんしゅけんきょうぎたいかい）は、1919年5月12日から16日まで米領フィリピンのマニラで開催された極東選手権競技大会（総合競技大会）である。中華民国、日本、米領フィリピンが参加し、5日間で8競技が実施された。

## 参加国・地域
- 中華民国
- 米領フィリピン
- 日本

## 実施競技
- 陸上競技（詳細）
- 野球
- バスケットボール
- 飛込
- サッカー
- 競泳
- テニス
- バレーボール